# Route de France Féminine
Die Route de France Féminine war ein französisches Etappenrennen im Frauenradsport.
Das Rennen wurde zum ersten Mal 2006 durchgeführt, nachdem die Union Cycliste Internationale (UCI) an französische Rennveranstalter appellierte, ein Rennen zum internationalen Kalender anzumelden. Bei der ersten Austragung war es in der UCI-Kategorie 2.2., ab 2007 unter 2.1. eingestuft. Das Rennen fand regelmäßig jährlich im August statt und umfasste zwischen sechs und neun Etappen. 2011 fiel die Veranstaltung aus.
Nachdem die Tour de France Féminin (seit 2010) und die Tour de l’Aude Cycliste Féminin (seit 2011) nicht mehr ausgetragen werden, wurde die Route de France Féminine das wichtige französische Etappenrennen für Frauen. 2017 wurde das Rennen von den Organisatoren abgesagt. Schuld sei die UCI, die das Rennen nicht in die UCI Women’s WorldTour 2017 aufgenommen habe. Im März 2018 wurden die Etappen für im Juni 2018 ausgetragene Rundfahrt vorgestellt. Am 23. April 2018 wurde aber auch diese Ausgabe abgesagt, nachdem sich der Gemeindeverband von Nevers, das zwei der sechs Etappen ausrichten sollte, zurückgezogen hat. Aufgrund der kurzfristigen Absage, konnte keine Ersatzlösung gefunden werden. Der Organisator, Hervé Gérardin, gab offiziell seinen endgültigen Rückzug aus dem internationalen Frauenradsport bekannt und verzichtet auf eine weitere Ausgabe des Rennens.

## Palmarès
| 2006 | Linda Villumsen      | Amber Neben         | Swetlana Bubnenkowa         |             |             |             |
| 2007 | Amber Neben          | Swetlana Bubnenkowa | Maryline Salvetat           |             |             |             |
| 2008 | Luise Keller         | Rosane Kirch        | Edwige Pitel                |             |             |             |
| 2009 | Kimberly Anderson    | Evelyn Stevens      | Eneritz Iturriagaechevarria |             |             |             |
| 2010 | Annemiek van Vleuten | Judith Arndt        | Olga Sabelinskaja           |             |             |             |
| 2011 | ausgefallen          | ausgefallen         | ausgefallen                 | ausgefallen | ausgefallen | ausgefallen |
| 2012 | Evelyn Stevens       | Kristin McGrath     | Carlee Taylor               |             |             |             |
| 2013 | Linda Villumsen      | Emma Johansson      | Evelyn Stevens              |             |             |             |
| 2014 | Claudia Lichtenberg  | Alena Amjaljussik   | Aude Biannic                |             |             |             |
| 2015 | Elisa Longo Borghini | Amber Neben         | Claudia Lichtenberg         |             |             |             |
| 2016 | Amber Neben          | Tayler Wiles        | Eugenia Bujak               |             |             |             |